# Sebastian Kollar
Pour les articles homonymes, voir Kollar.
Sebastian Kollar est un footballeur suisse né le 23 février 1987. Il évolue au poste de milieu de terrain.
Sebastian Kollar a été sacré champion de Suisse en 2007 et a disputé une rencontre en Ligue des champions avec le FC Zurich.

## Carrière
- 2004-2006 :  Concordia Bâle
- 2006- avril 2008 :  FC Zurich
- avril 2008 - août 2008 :  FC Wil (prêt)
- 2008- décembre 2009 :  FC Saint-Gall
- 2009-2010 :  FC Zurich[1]

## Palmarès
- 9 sélections et 0 but en équipe de Suisse espoirs entre 2006 et 2008
- Champion de Suisse en 2007 avec le FC Zurich
- Champion de Suisse de D2 en 2009 avec le FC Saint-Gall